# 林榮昌
林荣昌，云南籍，著名葫芦丝、巴乌作曲家、演奏家，自1960年代開始活躍於音樂界，曾為中国民族管弦乐学会葫芦丝巴乌专业委员会常务理事，云南省音乐家协会葫芦丝巴乌学会顾问、云南省民族器乐研究会副会长、湖南省音协、广东省音协葫芦丝巴乌专业委员会常务理事、云南省音协会员。上海音乐学院社会艺术考官。昆明市九届、十届政协委员。曾獲文化部1999年群星奖优秀奖、2001年文化部群星奖铜奖。

## 主要著作
- 编著《葫芦丝巴乌演奏教程》
- 《昆明洞经音乐》
- 《盘龙江文化大观》

## 著名學生
- 李志华
- 曲佤哈文